# 岩原明子
岩原 明子（いわはら あきこ、1928年 - ）は、日本の翻訳家。
東京都生まれ。東京大学文学部英文科卒業。

## 翻訳
- 『光の輪3 終りなき道標』（ニール・ハンコック、ハヤカワ文庫FT） 1980年
- 『光の輪4 聖域の死闘』（ニール・ハンコック、ハヤカワ文庫FT） 1980年
- 『犬がしゃべった!』（モーリス・ロウドン、評論社） 1982年
- 『オオカミと人間』（バリー・ホルスタン・ロペス、中村妙子共訳、草思社） 1984年
- 『ウィンターズ・テイル』上・下（マーク・ヘルプリン、ハヤカワ文庫FT） 1987年
- 『天界の馬』（メアリー・スタントン、ハヤカワ文庫FT） 1989年
- 『訴訟』上・下（ジョン・マーテル、早川書房） 1990年
- 『水の都の王女』上・下（J・グレゴリイ・キイズ、ハヤカワ文庫） 1997年
- 『神住む森の勇者』上・下（J・グレゴリイ・キイズ、ハヤカワ文庫） 1998年
- 『エラントリス 鎖された都の物語』上・下（ブランドン・サンダースン、ハヤカワ文庫FT） 2006年

### レイモンド・E・フィースト
- 『リフトウォー・サーガ1 魔術師の帝国』上・下（レイモンド・E・フィースト、ハヤカワ文庫FT） 1984年
- 『リフトウォー・サーガ2 シルバーソーン』上・下（レイモンド・E・フィースト、ハヤカワ文庫FT） 1987年
- 『リフトウォー・サーガ3 セサノンの暗黒』上・下（レイモンド・E・フィースト、ハヤカワ文庫FT） 1988年
- 『帝国の娘』上・下（レイモンド・E・フィースト, ジャニー・ワーツ、ハヤカワ文庫FT） 1989年
- 『王国を継ぐ者』（レイモンド・E・フィースト、早川書房） 1991年
- 『リフトウォー・サーガ5 国王の海賊』上・下（レイモンド・E・フィースト、ハヤカワ文庫FT） 1996年

- 『リフトウォー・サーガ第1部1 魔術師の帝国』（レイモンド・E・フィースト、ハヤカワ文庫FT） 2007年
- 『リフトウォー・サーガ第1部2 異世界の虜囚』（レイモンド・E・フィースト、ハヤカワ文庫FT） 2007年
- 『リフトウォー・サーガ第1部3 偉大なる者』（レイモンド・E・フィースト、ハヤカワ文庫FT） 2007年
- 『リフトウォー・サーガ第1部4 シルバーソーン』（レイモンド・E・フィースト、ハヤカワ文庫FT） 2007年
- 『リフトウォー・サーガ第1部5 復活の予言』（レイモンド・E・フィースト、ハヤカワ文庫FT） 2008年
- 『リフトウォー・サーガ第1部6 セサノンの暗黒』（、ハヤカワ文庫FT） 2008年
- 『リフトウォー・サーガ第1部7 永遠の都』（レイモンド・E・フィースト、ハヤカワ文庫FT） 2008年
- 『リフトウォー・サーガ第2部1 王国を継ぐ者』（レイモンド・E・フィースト、ハヤカワ文庫FT） 2008年
- 『リフトウォー・サーガ第2部2 国王の海賊』（レイモンド・E・フィースト、ハヤカワ文庫FT） 2008年
- 『リフトウォー・サーガ第2部3 公子の帰還』（レイモンド・E・フィースト、ハヤカワ文庫FT） 2008年

### マリオン・ジマー・ブラッドリー
- 『アヴァロンの霧1 異教の女王』（マリオン・ジマー・ブラッドリー、ハヤカワ文庫FT） 1988年
- 『アヴァロンの霧2 宗主の妃』（マリオン・ジマー・ブラッドリー、ハヤカワ文庫FT） 1988年
- 『アヴァロンの霧3 牡鹿王』（マリオン・ジマー・ブラッドリー、ハヤカワ文庫FT） 1988年
- 『アヴァロンの霧4 円卓の騎士』（マリオン・ジマー・ブラッドリー、ハヤカワ文庫FT） 1989年
- 『ファイアーブランド1 太陽神の乙女』（マリオン・ジマー・ブラッドリー、ハヤカワ文庫FT） 1991年
- 『ファイアーブランド2 アプロディーテーの贈物』（マリオン・ジマー・ブラッドリー、ハヤカワ文庫FT） 1991年
- 『ファイアーブランド3 ポセイドーンの審判』（マリオン・ジマー・ブラッドリー、ハヤカワ文庫FT） 1991年
- 『聖なる森の家1 白き手の巫女』（マリオン・ジマー・ブラッドリー、ハヤカワ文庫FT） 1994年
- 『聖なる森の家2 龍と鷲の絆』（マリオン・ジマー・ブラッドリー、ハヤカワ文庫FT） 1994年
- 『聖なる森の家3 希望と栄光の王国』（マリオン・ジマー・ブラッドリー、ハヤカワ文庫FT） 1995年

### バーバラ・ハンブリー
- 『ダールワス・サーガ1 闇の戦い』（バーバラ・ハンブリー、ハヤカワ文庫FT） 1990年
- 『ダールワス・サーガ2 迷宮都市』（バーバラ・ハンブリー、ハヤカワ文庫FT） 1990年
- 『ダールワス・サーガ3 光の軍隊』（バーバラ・ハンブリー、ハヤカワ文庫FT） 1991年

### ジュリー・ディーン・スミス
- 『魔法十字軍1 魔法の呼び声』（ジュリー・ディーン・スミス、ハヤカワ文庫FT） 1992年
- 『魔法十字軍2 魔法の使命』（ジュリー・ディーン・スミス、ハヤカワ文庫FT） 1992年
- 『魔法十字軍3 救世主の帰還』（ジュリー・ディーン・スミス、ハヤカワ文庫FT） 1994年
- 『魔法十字軍4 賢人の島』（ジュリー・ディーン・スミス、ハヤカワ文庫FT） 1994年

### キャサリン・カーツ
- 『グウィネド王国年代記1 獅子王の宝冠』（キャサリン・カーツ、ハヤカワ文庫） 1992年
- 『グウィネド王国年代記2 反逆者の影』（キャサリン・カーツ、ハヤカワ文庫） 1993年
- 『グウィネド王国年代記3 炎の玉座』（キャサリン・カーツ、ハヤカワ文庫） 1993年

### エリザベス・ヘイドン
- 『ラプソディ - 血脈の子』上・下（エリザベス・ヘイドン、ハヤカワ文庫FT） 2001年
- 『プロフェシイ - 大地の子』上・下（エリザベス・ヘイドン、ハヤカワ文庫FT） 2002年
- 『デスティニイ - 大空の子』上・下（エリザベス・ヘイドン、ハヤカワ文庫FT） 2003年